# Giorno della fondazione della Repubblica Slovacca
Il giorno della fondazione della Repubblica Slovacca (in slovacco Deň vzniku Slovenskej republiky) è una festività nazionale della Slovacchia.
Si festeggia il 1º gennaio e celebra la nascita della Repubblica di Slovacchia, avvenuta il 1º gennaio 1993, in seguito alla scissione della Cecoslovacchia e alla Dichiarazione d'indipendenza della Repubblica Slovacca.
Nacquero, in pratica così, due repubbliche autonome e indipendenti: la Repubblica Ceca e la Repubblica Slovacca.
Figure di spicco, nell'epoca della scissione, furono Václav Klaus per la Repubblica Ceca e Vladimír Mečiar per la Slovacchia.
Nel XIX secolo si affermò un accentuato senso di identità slovacca che si manifestò sia nella poesia e nella formazione di una lingua slovacca indipendente che nella lotta per l'indipendenza, con l'eroe nazionale Ľudovít Štúr.
La ricorrenza nazionale è una delle più sentite festività della Slovacchia e anche, se in coincidenza col giorno del capodanno, viene ricordata con diverse iniziative volte a commemorare la nascita ma soprattutto l'indipendenza della Repubblica.